# Jivaro
Jivaro er en dansk dokumentarfilm fra 1958, der er instrueret af Jørgen Bitsch.

## Handling
Denne artikel mangler et handlingsreferat. Hjælp os med at skrive det.